# Juan Antonio Yandiola Garay
Juan Antonio Yandiola Garay (Galdames, 29 d'agost de 1786 – París, 9 de gener de 1830) va ser un hisendista i polític espanyol.

## Biografia
Va viure la seva joventut a Mèxic. En 1812 fou nomenat oficial de la Secretaria d'Hisenda d'Índies, i vocal en les Juntes Generals de Biscaia. Va redactar Informe biográfico reservado anónimo i Plan de una visita general que convendría practicar en el reino de Nueva España per a les Corts de Cadis.
En 1813 va assistir a les Corts de Cadis com a Diputat a Corts per la seva província natal, Biscaia. Liberal convençut, després de la tornada de Ferran VII, en 1816 va participar en la conspiració del triangle del general Richart contra el Rei, raó per la qual fou empresonat i torturat. Tot i així el 1818 va participar en l'afer Renovales per encàrrec del govern espanyol.
Durant el Trienni liberal va ser escollit de nou diputat per Biscaia en les legislatura de 1820 a 1822. Es va transformar llavors en un liberal moderat. Tresorer general de la Nació entre 1822 i 1823, va ser ministre d'Hisenda entre el 13 de maig i el 30 de setembre de 1823 a l'últim govern del Trienni. Després del fracàs d'aquest moviment, es va exiliar de nou, primer a Tànger i, des d'allí, a Lisboa, Bordeus i París.